# Programa Nacional de Inmunizaciones
El Programa Nacional de Inmunizaciones (PNI) es una política pública de vacunación ejecutada por el Ministerio de Salud de Chile iniciada en 1978, con el objetivo de inmunizar a la población del país de algunas enfermedades infectocontagiosas, mediante un proceso de vacunación masiva y planificada, con una cobertura en todo el territorio nacional chileno, consiguiendo así una inmunidad de grupo (de rebaño) y reducir la morbilidad. 

## Historia
El Programa Nacional de Inmunizaciones se comenzó a ejecutar entre 1978 y 1979, como una iniciativa chilena en concordancia al Plan Ampliado de Inmunizaciones (PAI), programa propuesto por la Organización Mundial de la Salud (OMS) y la Organización Panamericana de la Salud (OPS) en 1974, siendo implementado por el Ministerio de Salud de la dictadura militar, dirigido por los ministros de la cartera de la época, el General Fernando Matthei Aubel y posteriormente el Coronel Carlos Jiménez Vargas. En un comienzo, se contempló un «calendario de vacunación» que cada persona nacida en Chile se le garantiza, de manera universal y gratuita, la inoculación de una serie de vacunas necesarias para la prevención de enfermedades inmunoprevenibles relevantes para la salud pública. Como antecedentes a la elaboración de este plan, se consideraron algunas políticas independientes en materia de vacunación en el país, que lograron por ejemplo, la erradicación de la viruela en 1959 tras el brote de 1950 y de la poliomielitis en 1975.
Como logro directo de este programa, se le atribuye la erradicación del sarampión en Chile, declarada en 1992.
En 2009, fue creado el Comité Asesor en Vacunas y Estrategias de Vacunación (CAVEI), que reúne a un grupo de expertos para el correcto y eficiente desarrollo de esta política, el cual fue reformado mediante un decreto en 2013.
El proceso de vacunación contra la COVID-19 en Chile fue incorporado a este programa, como parte de una de las campañas de vacunación masiva.

## Estrategias de vacunación
El PNI establece cinco grandes estrategias de vacunación: 
- Vacunación por edades: Se realiza una programación universal por grupos etáreos para conseguir la inmunidad, donde se establece las edades de los inoculados, las dosis requeridas y si es necesario la complementación con dosis de refuerzos (tipo booster).
- Vacunación de urgencia: Aplicada en los Servicio de Atención Primaria de Urgencia (SAPU) para hacer frente a situaciones de exposición de riesgo, como la vacuna antirrábica, vacuna antitetánica, por la exposición directa de fluidos corporales, etc.
- Vacunación de grupos vulnerables: Se elabora un plan especial para todos los grupos de riesgo a ciertas enfermedades, como los adultos mayores y los nacidos prematuramente, los pacientes inmunosuprimidos y a los que se encuentran en mayor exposición a la sangre, como el personal sanitario y las personas dializadas.
- Vacunación de bloqueo: Se incluye a quienes tienen contacto directo con inmunosuprimidos y también para que actúe como bloqueo a enfermedades como el sarampión y la rubeola.
- Vacunación pre-exposición: Se contempla la vacunación ocupacional para la salud laboral y la vacunación preventiva para viajeros a destinos específicos donde existe riesgo de contraer alguna enfermedad.